# Landtagswahlkreis Offenburg
Der Wahlkreis Offenburg (Wahlkreis 51) ist ein Landtagswahlkreis im Westen von Baden-Württemberg. Er umfasst die Gemeinden Bad Peterstal-Griesbach, Berghaupten, Biberach, Durbach, Gengenbach, Hohberg, Neuried, Nordrach, Oberharmersbach, Offenburg, Ohlsbach, Oppenau, Ortenberg, Schutterwald und Zell am Harmersbach aus dem Ortenaukreis.
Die Grenzen der Landtagswahlkreise wurden nach der Kreisgebietsreform von 1973 zur Landtagswahl 1976 grundlegend neu zugeschnitten und seitdem nur punktuell geändert. Änderungen, die den Wahlkreis Offenburg betrafen, gab es seitdem keine.

## Wahl 2021
Die Landtagswahl 2021 hatte folgendes Ergebnis:
| Direktkandidat          | Partei       | Stimmen in % | Landtagswahl 2016 Stimmen in % |
| ----------------------- | ------------ | ------------ | ------------------------------ |
| Thomas Marwein          | Grüne        | 36,8         | 33,7                           |
| Volker Schebesta        | CDU          | 25,4         | 28,4                           |
| Taras Maygutiak         | AfD          | 8,3          | 14,1                           |
| Andrea Ahlemeyer-Stubbe | SPD          | 8,6          | 10,6                           |
| Rita Klee               | FDP          | 8,9          | 7,4                            |
| Amelie Vollmer          | DIE LINKE    | 2,9          | 2,2                            |
| Michael Perrass         | ödp          | 0,6          | 0,5                            |
| Philipp Ruderisch       | Die PARTEI   | 1,9          | –                              |
| Ingo Sänger             | Freie Wähler | 2,8          | –                              |
| Michael Kreutler        | dieBasis     | 2,4          | –                              |
| Sebastian Olejek        | KlimalisteBW | 0,7          | –                              |
| Wolfgang Fischer        | WiR2020      | 0,7          | –                              |
| –                       | Sonstige     | –            | 3,1                            |

## Wahl 2016
| Direktkandidat      | Partei           | Stimmen in % | Landtagswahl 2011 Stimmen in % |
| ------------------- | ---------------- | ------------ | ------------------------------ |
| Thomas Marwein      | Grüne            | 33,7         | 26,5                           |
| Volker Schebesta    | CDU              | 28,4         | 41,5                           |
| Stefan Räpple       | AfD              | 14,1         | –                              |
| Daniel Kirchner     | SPD              | 10,6         | 21,6                           |
| Silvano Zampoli     | FDP              | 7,4          | 4,0                            |
| Yannik Hinzmann     | DIE LINKE        | 2,2          | 2,7                            |
| Katja Annalena Hösl | Tierschutzpartei | 1,1          | –                              |
| Michael Simm        | Alfa             | 0,9          | –                              |
| Axel Weniger        | ödp              | 0,5          | –                              |
| Werner Wöhrle       | NPD              | 0,5          | 0,8                            |
| Alexej Simon        | Die Einheit      | 0,3          | –                              |
| Werner Schneider    | REP              | 0,3          | 0,9                            |

## Wahl 2011
Die Landtagswahl 2011 hatte folgendes Ergebnis:
| Direktkandidat     | Partei    | Stimmen in % | Landtagswahl 2006 Stimmen in % | Landtagswahl 2001 Stimmen in % |
| ------------------ | --------- | ------------ | ------------------------------ | ------------------------------ |
| Volker Schebesta   | CDU       | 41,5         | 50,5                           | 50,0                           |
| Thomas Marwein     | Grüne     | 26,5         | 11.3                           | 06,8                           |
| Ulrike Weidt       | SPD       | 21,6         | 23,2                           | 33,9                           |
| Anita Rost         | FDP       | 04,0         | 09,1                           | 04,9                           |
| Reinhard Broß      | DIE LINKE | 02,7         | WASG: 2,6                      | –                              |
| Daniel Götz        | Piraten   | 02,0         | –                              | –                              |
| Albert Hogenmüller | REP       | 00,9         | 01,9                           | 02,8                           |
| Werner Wöhrle      | NPD       | 00,8         | –                              | –                              |
| –                  | Sonstige  | –            | 01,4                           | 01,6                           |

## Abgeordnete seit 1976
Bei den Landtagswahlen in Baden-Württemberg hat jeder Wähler nur eine Stimme, mit der sowohl der Direktkandidat als auch die Gesamtzahl der Sitze einer Partei im Landtag ermittelt werden. Dabei gibt es keine Landes- oder Bezirkslisten, stattdessen werden zur Herstellung des Verhältnisausgleichs unterlegenen Wahlkreisbewerbern Zweitmandate zugeteilt. Die bisherige Regelung, die eine Zuteilung dieser Mandate nach absoluter Stimmenzahl auf Ebene der Regierungsbezirke vorsah, bis zur Landtagswahl 2006 den Wahlkreis Offenburg, da er im Vergleich zu den anderen Wahlkreisen im Regierungsbezirk Freiburg immer zu den nach Bevölkerungszahl kleinsten gehörte. Damit war das Wahlsystem wesentliche Ursache dafür, dass der Wahlkreis Offenburg von 1976 bis 2006 nur durch einen direkt gewählten Abgeordneten der CDU im Landtag vertreten wurde.
Den Wahlkreis Offenburg vertraten seit 1976 folgende Abgeordnete im Landtag:
| Partei | Art des Mandats | Gewählte                                                                          |
| ------ | --------------- | --------------------------------------------------------------------------------- |
| CDU    | Erstmandat      | Robert Ruder 1976, 1980, 1984, 1988, 1992, 1996 Volker Schebesta 2001, 2006, 2011 |
| CDU    | Zweitmandat     | Volker Schebesta 2016, 2021                                                       |
| Grüne  | Erstmandat      | Thomas Marwein 2016, 2021                                                         |
| Grüne  | Zweitmandat     | Thomas Marwein 2011                                                               |